# Michał Wołosewicz
Michał Wołosewicz (* 8. September 1925 in Stare Rakliszki, Puszcza Rudnicka; † 10. Januar 2004) war ein polnischer Poet.

## Leben
Kindheit und Jugend verbrachte Michał Wołosewicz in Wilna. Nach dem Zweiten Weltkrieg zog er nach Bieniakonie, Weißrussland. 1952 kehrte er zu seiner Geburtsstätte Stare Rakliszki zurück. Er arbeitete dort einige Jahre als Küster und Organist.
Zeitlebens hegte er ein großes Interesse an der Geschichte Polens. 1971 entdeckte er im Dorf Wewiórka das Grab des Jan Piwnik – genannt "Ponury” – und verschrieb sich seitdem seiner Pflege.
In seinen Gedichten widmete sich Michał Wołosewicz vor allem seiner Heimat und Adam Mickiewicz. Im Rahmen dessen leitete er Führungen zu dem berüchtigten Stein, wo sich Adam Mickiewicz mit seiner Geliebten Maryla Wereszczakówna traf.
Am zehnten Januar des Jahres 2004 verstarb der Dichter im Krankenhaus der Stadt Waranowo in Belarus.